# Batanes
Batanes je nejsevernější provincie Filipín, leží na stejnojmenných ostrovech. Je to nejmenší provincie Filipín podle rozlohy i počtu obyvatel. Od ostrova Luzon ji dělí Luzonský průliv. Na jihu ji Balintangský průliv dělí od Babuyanských ostrovů. Od Tchaj-wanu ji odděluje úžina Bashi. Obydleny jsou pouze čtyři největší ostrovy, Itbayat, Batan, Sabtang a Ibuhos. Hlavní město je Basco. Rozloha činí 219,0 km², počet obyvatel je přibližně 19 tisíc.